# Compsognàtids
Els compsognàtids (Compsognathidae) són una família de petits dinosaures carnívors, generalment de forma conservadora, dels períodes Juràssic i Cretaci. Els compsognàtids es troben a l'origen de les plomes o a prop d'ell – es coneixen impressions de la pell de tres gèneres: Sinosauropteryx, Sinocalliopteryx i Juravenator. Mentre que els dos primers presenten evidència d'una cobertura completa de plomes senzilles i primitives, Juravenator presenta escates a la cua i potes posteriors. És possible que les plomes apareguessin en aquesta família, i/o que algunes espècies només tinguessin un plomissol parcial.